# Дефект (геометрия)
Дефект — разность между величиной {\displaystyle 2\pi } (соответственно, {\displaystyle \pi }) и суммой плоских углов многогранника, примыкающих к одной вершине (соответственно, суммой углов гиперболического треугольника). Противоположное понятие — избыток или эксцесс.

## Примеры
| Многогранник | Количество вершин | Сходящиеся в вершине грани         | Дефект при вершине             | Полный дефект         |
| ------------ | ----------------- | ---------------------------------- | ------------------------------ | --------------------- |
| тетраэдр     | 4                 | Три равносторонних треугольника    | {\displaystyle \pi }           | {\displaystyle 4\pi } |
| октаэдр      | 6                 | Четыре равносторонних треугольника | {\displaystyle {2\pi \over 3}} | {\displaystyle 4\pi } |
| куб          | 8                 | Три квадрата                       | {\displaystyle {\pi \over 2}}  | {\displaystyle 4\pi } |
| икосаэдр     | 12                | Пять равносторонних треугольников  | {\displaystyle {\pi \over 3}}  | {\displaystyle 4\pi } |
| додекаэдр    | 20                | Три правильных пятиугольника       | {\displaystyle {\pi \over 5}}  | {\displaystyle 4\pi } |

## Свойства
- Дефект при вершине выпуклого многогранника всегда положителен.
- Сумма дефектов многогранника равна его эйлеровой характеристике, умноженной на {\displaystyle 2\pi }. В частности, сумма дефектов выпуклого многогранника равна {\displaystyle 4\pi }.